# Czerki-Kildurazy
Czerki-Kildurazy (ros. Черки-Кильдуразы) – wieś (sieło) w Rosji, w Tatarstanie, w rejonie buińskim. W 2010 liczyła 348 mieszkańców.